# Епплтон-Сіті (Міссурі)
Епплтон-Сіті (англ. Appleton City) — місто (англ. city) в США, в окрузі Сент-Клер штату Міссурі. Населення — 1032 особи (2020).

## Географія
Епплтон-Сіті розташований за координатами 38°11′28″ пн. ш. 94°1′54″ зх. д. / 38.19111° пн. ш. 94.03167° зх. д. (38.191141, -94.031668).  За даними Бюро перепису населення США в 2010 році місто мало площу 2,97 км², з яких 2,97 км² — суходіл та 0,00 км² — водойми.

## Демографія
Згідно з переписом 2010 року, у місті мешкало 1127 осіб у 501 домогосподарстві у складі 281 родини. Густота населення становила 379 осіб/км².  Було 617 помешкань (207/км²).
Расовий склад населення:
| - 96,8 % — білих - 0,6 % — чорних або афроамериканців - 0,5 % — корінних американців |

До двох чи більше рас належало 2,0 %. Частка іспаномовних становила 0,7 % від усіх жителів.
За віковим діапазоном населення розподілялося таким чином: 21,2 % — особи молодші 18 років, 52,8 % — особи у віці 18—64 років, 26,0 % — особи у віці 65 років та старші. Медіана віку мешканця становила 45,2 року. На 100 осіб жіночої статі у місті припадало 91,0 чоловіків;  на 100 жінок у віці від 18 років та старших — 83,5 чоловіків також старших 18 років.
Середній дохід на одне домашнє господарство  становив 50 290 доларів США (медіана — 34 148), а середній дохід на одну сім'ю — 45 570 доларів (медіана — 38 295). Медіана доходів становила 49 167 доларів для чоловіків та 22 321 долар для жінок. За межею бідності перебувало 27,1 % осіб, у тому числі 44,3 % дітей у віці до 18 років та 8,1 % осіб у віці 65 років та старших.
Цивільне працевлаштоване населення становило 424 особи. Основні галузі зайнятості: освіта, охорона здоров'я та соціальна допомога — 39,6 %, роздрібна торгівля — 16,5 %, транспорт — 7,1 %, будівництво — 5,7 %.